# Wilhelm Biber
Wilhelm Biber (* 4. Juni 1888 in Nürnberg; † 26. November 1964 in München) war ein deutscher Bankdirektor.

## Werdegang
Nach dem Abitur am Wilhelmsgymnasium München studierte Biber ab 1907 Rechtswissenschaften an der Universität München und schloss mit Promotion ab. Er war Vorstandsmitglied der Bayerischen Vereinsbank sowie Mitglied des Verwaltungsrats der Kreditanstalt für Wiederaufbau.

## Ehrungen
- 1953: Großes Verdienstkreuz der Bundesrepublik Deutschland
- 1959: Bayerischer Verdienstorden
- Ehrendoktor der Universität Erlangen

## Veröffentlichungen
- Revolving – eine Bereicherung unseres Kreditsystems ?. Richardi, München 1959.
- Die gegenwärtige Lage des Kapitalmarktes. W. König, München 1951.